# Militärflugplatz Sungam Ni

i7
i11
i13
Der Militärflugplatz Sungam Ni (koreanisch 승암리비행장) ist ein Militärflugplatz in der nordkoreanischen Stadt Ch’ŏngjin (Hamgyŏng-pukto). Einziger Nutzer sind die Luftstreitkräfte der Koreanischen Volksarmee. Er verfügt über eine Start- und Landebahn.